# Doorzettingsvermogen
Het doorzettingsvermogen staat voor het vermogen van een persoon om een bepaald doel te bereiken. De doelen die hij of zij zichzelf stelt, wil hij of zij per se realiseren, ondanks tegenslagen. De doorzetter maakt keuzes, en laat zich niet door tegenslag weerhouden om die keuze ten uitvoer te brengen.